# Grímsnes- og Grafningshreppur
Grímsnes- og Grafningshreppur (kiejtése: ˈkrimsˌnɛːs ɔɣ ˈkrapniŋsˌr̥ɛhpʏr̥) önkormányzat Izland Déli régiójában, amely 1998. június 1-jén jött létre Grímsnes és Grafningshreppa egyesülésével.

## Fordítás
- Ez a szócikk részben vagy egészben  a   Grímsnes- og Grafningshreppur című izlandi Wikipédia-szócikk ezen változatának fordításán alapul.  Az eredeti cikk szerkesztőit annak laptörténete sorolja fel. Ez a jelzés csupán a megfogalmazás eredetét és a szerzői jogokat jelzi, nem szolgál a cikkben szereplő információk forrásmegjelöléseként.